# El Kseur
El Kseur (în arabă القصر) este o comună din provincia Béjaïa, Algeria.
Populația comunei este de 29.842 de locuitori (2008).